# Jesper Jürgens
Jesper Jürgens (* 1987) ist ein deutscher Comiczeichner und Popsänger.

## Werdegang
Jürgens zeichnete für den Hamburger Comic-Verlag Alligator Farm in der Heftreihe Perry – unser Mann im All.
2012 bewarb er sich für die zweite Staffel der Castingshow The Voice of Germany. Bis dahin war er nicht als Sänger in Erscheinung getreten. Bei der „Blind Audition“ sang er „(You Make Me Feel Like) A Natural Woman“ von Aretha Franklin und suchte sich anschließend Xavier Naidoo als Mentor aus. Am 29. November 2012 schied er in der dritten Liveshow aus dem Wettbewerb aus, nachdem Mentor Naidoo seiner Konkurrentin Freaky T den Vorzug gegeben hatte. Der dabei vorgetragene Titel Zurück, eine Interpretation des Hits von Flo Mega aus dem Jahr 2011, erreichte zwei Wochen später die deutschen Singlecharts.
Am 7. März 2014 veröffentlichte Flo Bauer das Album Leise Töne, bei dem ihn Jesper Jürgens beim Stück Weitergehn unterstützt.